# Douglass North
Douglass Cecil North (5. listopadu 1920 Cambridge – 23. listopadu 2015, Benzonia) byl americký institucionální ekonom, známý hlavně jako historik hospodářství.
V roce 1993 spolu s Robertem Fogelem získal Cenu Švédské národní banky za rozvoj ekonomické vědy na památku Alfreda Nobela za „znovuobnovení výzkumu ekonomické historie prostřednictvím aplikování ekonomické teorie a kvantitativních metod za účelem vysvětlení ekonomických a institucionálních změn“.

## Životopis
Douglass North se narodil 5. listopadu 1920 v Cambridge v americkém státě Massachusetts. Kvůli otcově práci se rodina často stěhovala – do Ottawy, Lausanne, New Yorku a do Wallingfordu. North studoval na Ashbury College v Ottawě a Choate Rosemary Hall ve Wallingfordu. Poté byl přijat na Harvard, nicméně kvůli otcově práci se museli znovu stěhovat, tentokrát na západní pobřeží Spojených států. Studoval na prestižní Kalifornské univerzitě v Berkeley a roku 1942 obdržel titul B. A. Vystudoval politologii, filosofii a ekonomii.
Během druhé světové války působil jako navigátor u Merchant Marine. Poté se vrátil na Berkeley, aby získal doktorát z ekonomie. Roku 1952 začal působit na Washingtonské univerzitě jako asistující profesor, od roku 1956 jako docent a poté mezi lety 1960 a 1983 už jako profesor. Od roku 1960 editoval Journal of Economic History. Dále působil na William Marsh Rice University v Houstonu v Texasu a na britské Cambridgeské univerzitě. Roku 1991 se stal prvním ekonomickým historikem, který kdy obdržel prestižní Cenu Johna R. Commonse pro ekonomy.
Douglass North zemřel 23. listopadu 2015 ve věku 95 let na rakovinu jícnu.

## Institucionalismus
Instituce jsou podle Northa „lidmi vytvořená omezení, která tvoří strukturu politické, ekonomické a sociální spolupráce.“ Objevují se v nich jak neformální omezení (tradice, zvyky, sankce, tabu), tak ty  formální (stanovené zákonem). North mezi ně řadí ústavy, zákony a vlastnická práva. Instituce v historii vznikaly, jelikož lidé chtěli vytvořit jednotný řád. Instituce tvoří ekonomiku státu, určují, jestli roste a nebo upadá. „Historii můžeme chápat jako příběh institucionální evoluce.“
První ekonomická aktivita lidí byl směnný obchod ve společnosti lovců a sběračů. Trh se postupně rozšiřoval za hranice vesnice do regionu, do celého státu, i za jeho hranice, nebo i za oceán, díky zámořským objevům.
Spolu s dálkovým obchodem roste i míra specializace jednotlivců a jejich soustředění se do větších center – měst i velkoměst. Společnost se urbanizuje. Dále rostou i transakční náklady spojené s cly, přepravou zboží a jeho ochranou např. před piráty. Proto jednotlivé instituce spolupracují a usilují často o volný obchod za účelem snížení těchto nákladů. 
V poslední etapě roste specializace ekonomických aktivit, pozorujeme ji v západních zemích. V zemědělství pracuje jen malé množství lidí. Trhy se stávají mezinárodními. Nejvíce lidí žije ve městech a pracuje v sektoru služeb. North nazývá současnou společnost jako „městskou.“  
North se zabývá třemi primitivními typy směnného obchodu.
-       Zaprvé to byl obchod v rámci kmenové společnosti. Tamní zvyky byly dosti flexibilní, lidé často neznali své místo ve společnosti.
-       Druhou formu obchodu, která dosud existuje v Severní Africe a na Středním Východě, tvoří regionální výměnný obchod (Suq.) Tato forma je charakteristická velkou mírou drobného podnikání. Typický je enormní počet malých transakcí a obchod tzv. „tváří v tvář.“  Prodejci se snaží o „klientizaci," tedy o opakovaný obchod s každým nakupujícím. K této formě také patří smlouvání z ceny. Pokud by v Suq existovaly instituce, vedlo by to dle Northa k větší míře životaschopnosti a výdělečnosti prodejců.
-       Třetí druh směny je „karavan trade, který ilustruje neformální zábrany, které činily obchod možným i v místech, kde neexistoval organizovaný stát.“ 
Douglass North popisuje rozvoj institucí v Evropě. Hlavní slovo připisuje „inovacím,“ byly to například techniky pro obcházení lichvářských zákonů. Nedodržování těchto zákonů vedlo k upouštění od lichvy a zavádění úrokových měr, tudíž i vznik patřičných institucí a zánik lichvy. Druhou inovací byl vznik směnky. Třetí inovaci vidí North ve zveřejňování cen komodit a zavedení směnných kurzů mezi evropskými měnami. Poslední inovací bylo pojištění. To vše vedlo ke vzniku různých, především ekonomických institucí. 

## Hlavní publikace
- Location Theory and Regional Economic Growth, Journal of Political Economy 63(3):243-258, 1955
- The Economic Growth of the United States, 1790–1860, Prentice Hall, 1961.
- Institutional Change and American Economic Growth, Cambridge University Press, 1971 (with Lance Davis).
- The Rise of the Western World: A New Economic History, 1973 (with Robert Thomas).
- Growth and Welfare in the American Past, Prentice-Hall, 1974.
- Structure and Change in Economic History, Norton, 1981.
- Institutions and economic growth: An historical introduction, Elsevier, 1989
- Constitutions and Commitment: The Evolution of Institutions Governing Public Choice in Seventeenth-Century England, Cambridge University Press, 1989
- Institutions, Institutional Change and Economic Performance, Cambridge University Press, 1990.
- Institutions, 1991, The Journal of Economic Perspectives, Vol. 5, No. 1, pp. 97–112
- Economic Performance through Time, American Economic Association, 1994
- Empirical Studies in Institutional Change, Cambridge University Press, 1996 (edited with Lee Alston & Thrainn Eggertsson).
- Understanding the Process of Economic Change, Princeton University Press, 2005.
- Violence and Social Orders: A Conceptual Framework for Interpreting Recorded Human History, Cambridge University Press, 2009 (with John Joseph Wallis and Barry R. Weingast).